# A Family Affair (Mikael Bolyos-album)
Az A Family Affair a svéd énekes-dalszerző Mikael Bolyos debütáló stúdióalbuma, mely CD-n jelent meg 2007. június 14-én az EMI és Bolyos Music-val közösen, mely Bolyos saját független lemezkiadója. Az albumon közreműködik felesége Marie Fredriksson – a Roxette énekesnője – és Mats Ronander. Az album slágerlistás helyezést nem ért el. Az albumról két kislemez jelent meg, a "When the Lord Is About to Come" és a "Me & My Guitar" című dalok.

## Kritikák
| Értékelések   |           |
| Értékelő      | Értékelés |
| Borås Tidning | [ 5 ]     |
| Expressen     | [ 6 ]     |

Håkan Persson of Borås Tidning azt nyilatkozta az albumról: Mikael Bolyos többé-kevésbé úgy döntött, hogy felesége Marie Fredriksson árnyékába áll. A 60-as évek stílusa, az eldobható pop zene, melyben felesége énekel, próbál minél kevesebbszer feltűnni. Őszintén szólva az albumról nem lehet mást mondani. Az Expressen írója kommentálta az albumot, néhány hónappal a megjelenés előtt: Rendkívül hozzáértő emberek, köztük felesége, Marie Fredriksson és Mats Ronander segítségével Bolyos felvett egy albumot, amelyen még a zenerajongók sem töltik fel a merevlemezükre.

## Számlista
Az összes dalszöveg szerzője Minden dalt Mikael Bolyos írt, amelyet nem azt külön jelezzük.; az összes szám szerzője Bolyos.
| 1.    | Merry Go Round                 | Bolyos               | 4:14 |
| 2.    | On & On & On                   | Bolyos               | 4:23 |
| 3.    | Me & My Guitar                 | Bolyos               | 2:55 |
| 4.    | When the Lord Is About to Come | Bolyos Mats Ronander | 4:00 |
| 5.    | In the Corner of Your Eye      | Marie Fredriksson    | 4:04 |
| 6.    | Lilly                          | Bolyos               | 3:40 |
| 7.    | Tell It to My Heart            | Fredriksson          | 4:10 |
| 8.    | You're on My Mind              | Ronander             | 3:28 |
| 9.    | What Am I Supposed to Do?      | Bolyos               | 3:33 |
| 10.   | Outro                          | Fredriksson          | 0:57 |
| 11.   | Hometown                       | Fredriksson          | 4:25 |
| 39:55 |                                |                      |      |

## Közreműködő előadók
- Mikael Bolyos – ének, vokál, hangszerelés, keverés
- Grace által – kórus (4. és 10. szám)
- Marie Fredriksson – ének, háttérének (1., 2., 3., 6. és 8. szám)
- Lennart Östlund – keverés (Polar Studios)
- Mats Ronander – ének, harmonika
- Alar Suurna – keverés (Studio Vinden)